# Franz von Reichenberg
Franz von Reichenberg (7. August 1855 in Graz – 29. September 1905 in Wien) war ein österreichischer Opernsänger der Stimmlage Bass. Er war 1876 bei den Bayreuther Festspielen und ab 1884 an der Wiener Hofoper engagiert. Er übernahm 1892 in der Uraufführung von Ritter Pásmán, der einzigen Oper von Johann Strauss, die Titelpartie.
Er galt als basso profondo (tiefer Bass), sang aber auch klassische Bariton- und Bassbariton-Partien.

## Leben und Werk
Franz von Reichenberg war der Sohn eines Juristen und studierte Gesang in Graz. Es ist wahrscheinlich, aber nicht gesichert, dass er von Jakob Stolz gesanglich ausgebildet wurde. Zumindest stand ihm Stolz als Korrepetitor zur Seite. Der Sänger debütierte 1873 am Hoftheater in Mannheim. Er wurde von Richard Wagner eingeladen, bei den ersten Bayreuther Festspiele im August 1876 mitzuwirken, wo er den Fafner in Rheingold (am 13.) und in der Uraufführung von Siegfried (am 16.) übernahm. Es folgten Engagements in Stettin, Frankfurt und Hannover.
Am 5. März 1881 gastierte er an Wiener Hofoper als Rocco im Fidelio, mutmaßlich sein Debüt an diesem Haus. Zwei Tage später folgte der Sulpice in der Regimentstochter, tags darauf der König in Verdis Aida, im Sommer desselben Jahres dann auch der Kardinal Brogni in der Jüdin und der Walther Fürst im Rossini'schen Tell. Nach einer Reihe weiterer Gastspiele kam es 1884 zum Festengagement. Von 1. Juni 1884 bis 30. April 1902 war Franz von Reichenberg Ensemblemitglied der Wiener Hofoper. Er übernahm dort Hauptrollen – 73 Mal Escamillo, 45 Mal Hermann, 33 Mal Siegfried-Fafner, 32 Mal Rocco, 19 Mal Graf Gormas, 18 Mal Sarastro, 8 Mal Hagen oder sehr oft auch den Mephisto in Gounods Faust – aber auch eine Vielzahl mittlerer und kleiner Partien. „Ein Basso profondo mit ungewöhnlich kräftiger Stimme,“ so das Österreichische Biographische Lexikon, „vermochte R. als Darsteller auch in kleineren Rollen zu überzeugen.“ Er stand in der Nachfolge des Bassisten Emil Scaria (1840–1986) und teilte sich mit seinem Kollegen Karl Grengg (1851–1914) die zentralen Aufgaben an der Hofoper.
1901 brach eine psychische Erkrankung aus und beendete die Karriere des führenden Bassisten der Wiener Hofoper.

## Rollen (Auswahl)

### Uraufführungen
- 1876: Siegfried von Richard Wagner, Bayreuther Festspiele – Fafner
- 1891: Die Flüchtlinge von Raoul Mader, Wiener Hofoper – Johann Eisenrost
- 1892: Ritter Pásmán von Johann Strauss (Sohn), Wiener Hofoper – Titelpartie
- 1896: Das Heimchen am Herd von Karl Goldmark, Wiener Hofoper – Tackleton

### Repertoire
| Auber: - Pietro in Die Stumme von Portici - König und Fray Antonio in Carlo Broschi oder des Teufels Anteil Beethoven: - Rocco im Fidelio Berlioz: - Don Pedro in Béatrice et Bénédict Bizet: - Escamillo in Carmen Bretón: - Don Pedro di Segura in Die Liebenden von Teruel Brüll: - Bombardon in Das goldene Kreuz Cherubini: - Micheli und Savoyard in Der Wasserträger Donizetti: - Gubetta in Lucrezia Borgia - Kaiser Justinian in Belisario - Sulpice in La fille du régiment Flotow: - Malvolio in Alessandro Stradella Gluck: - Thanatos in Alceste - Thoas in Iphigenie in Tauris Gounod: - Mephisto in Margarethe - Frère Laurent in Roméo et Juliette Grammann: - Adam in Das Andreasfest Halévy: - Kardinal Brogni in Die Jüdin Kienzl: - Friedrich Engel in Der Evangelimann Leoncavallo: - Colline in La Bohème Lortzing: - Schwarzbart in Die beiden Schützen - Van Bett in Zar und Zimmermann - Hans Stadinger in Der Waffenschmied Marschner: - Sir Humphrey in Der Vampyr - Bruder Tuck und Lucas de Beaumanoir in Der Templer und die Jüdin Massenet: - Graf von Gormas in Le Cid |  | Meyerbeer: - Marcel und Graf von Saint-Bris in Die Hugenotten - Graf Obertal in Der Prophet - Il Gran Bramino, Don Pedro und Il Gran Inquisitore in Die Afrikanerin Mozart: - Osmin in Die Entführung aus dem Serail - Don Bartolo in Die Hochzeit des Figaro - Komtur im Don Giovanni - Sarastro und Sprecher in Die Zauberflöte Nessler: - Freiherr von Schönau im Trompeter von Säckingen Nicolai: - Sir John Falstaff in Die lustigen Weiber von Windsor Reznicek: - Don Gaston in Donna Diana Rossini: - Walther Fürst in Guillaume Tell Rubinstein: - Balbillus in Nero Schenk: - Lux im Dorfbarbier Spohr: - Dandau in Jessonda Johann Strauss: - Lord Middleton in Die Fledermaus Thomas: - Lothario in Mignon Verdi: - Graf Monterone und Sparafucile im Rigoletto - König und Ramfis in Aida Richard Wagner: - Steffano Colonna in Rienzi - Daland in Der fliegende Holländer - Hermann im Tannhäuser - Veit Pogner in Die Meistersinger von Nürnberg - Fafner in Das Rheingold und Siegfried - Hunding in Die Walküre - Hagen in Götterdämmerung Siegfried Wagner: - Melchior Fröhlich in Der Bärenhäuter Weber: - Caspar, Eremit und Kuno in Der Freischütz - König Ludwig VI. in Euryanthe - Don Pinto in Die drei Pintos Zemlinsky: - König in Es war einmal … |